# Omi Minami
Omi Minami (南 央美 Minami Omi?) (Tokio, 13 de julio de 1968) es una actriz de doblaje japonesa (seiyū). Es conocida principalmente por su trabajo en las industrias del anime y videojuego. 

## Papeles importantes en anime
- Suzu (Suite PreCure: La Película)
- Shimajirō Shimano (Shima Shima Tora no Shimajirō)
- Euphemia Li Britannia (Code Geass - Lelouch of the Rebellion)
- Ruri Hoshino (Martian Successor Nadesico)
- Hyatt (Excel Saga)
- Akiru Yuuki (Fancy Lala)
- Cyberdoll Kei (Hand Maid May)
- Di Gi Charat (minagawa takurou)
- Miko Mido in (La Blue Girl)
- Majic Lin (Sorcerous Stabber Orphen)
- Mika Suzuki (Sensei no Ojikan)
- Pat Campbell (Infinite Ryvius)
- Shii Aasu (Puni Puni Poemy)
- Lucim (Mahoujin Guru Guru)
- Alex (Totally Spies)
- Akira (CLAMP School Detectives)
- Miho Umeda (I My Me! Strawberry Eggs!)
- Megumi Hanajima (Fruits Basket)
- Doorknobder (S - 109) y Nanako (SuperS - 152) (Sailor Moon)
- Hel (Matantei Loki Ragnarok)
- Saloma (RockMan.EXE) (MegaMan NT Warrior)
- Dvergr (Kiddy Grade)
- Dino Sparks (Legendz)
- Kotarou Mochizuki  (Black Blood Brothers)
- Naozumi Kamura  (Kodocha)
- Yukihito (Kannazuki no Miko)
- Rika Tokino (UFO Ultramaiden Valkyrie)
- Nari(Dotto! Koni-Chan)
- Tama (Gintama)
- Madoka Mori (Ghost Hunt)
- Hänsel (Black Lagoon: The Second Barrage)

## Papeles importantes en videojuegos
- Mag Launcher (Evolution 2 (Japanese))
- Meredy (Tales of Eternia)
- Meril (Odin Sphere)
- Monika Allenford (Growlanser III: The Dual Darkness)
- Satsuki Yumizuka (Melty Blood)
- Ruri Hoshino (Another Century's Episode 3)
- Tamami Konno Tokimeki Memorial Girl's Side
- Xiaomu (Namco x Capcom, Mugen no Frontier: Super Robot Wars OG Saga)
- Ein/Elen Azuma (Phantom of Inferno)
- Kakurine (Eretzvaju (Evil Zone - USA))